# Przemków
Przemków je město v Polsku v okrese Polkowice v Dolnoslezském vojvodství. Leží přibližně 100 km severozápadně od Vratislavi. V roce 2023 zde žilo 5 608 obyvatel.

## Poloha
Město leží na severním okraji největšího lesního komplexu v Polsku Bory Dolnośląskie. V okolí se nachází četné rybníky. V roce 1997 byla vyhlášena chráněná oblast Przemkowski Park Krajobrazowy.

## Historie
Založil je okolo roku 1280 Přemysl Stínavský, podle něhož bylo pojmenováno, první písemná zmínka pochází z roku 1305. V roce 1484 mu bylo uděleno magdeburské právo. Patřilo rodu Rechenbergů a později rodině Schleswig-Holstein-Sonderburg-Augustenburg. Od roku 1742 bylo součástí Pruska. Vévodský zámek v tudorovském stylu za druhé světové války vyhořel a v sedmdesátých letech byl zbořen, zůstal po něm jen rozsáhlý park. Místo bylo známé těžbou rašeliny, v 19. století byly založeny železárny Henriettenhütte. Do roku 1945 tvořili většinu obyvatel Němci a město neslo název Primkenau. V roce 1959 byla Przemkówu obnovena městská práva.

## Památky
K památkám patří římskokatolický kostel Nanebevzetí Panny Marie z 15. století a evangelický kostel z roku 1746, který od roku 1949 využívá pravoslavná církev jako kostel svatého Archanděla Michaela. V roce 2003 byl vysvěcen nový řeckokatolický kostel svatých Kosmy a Damiána.